# Með suð í eyrum við spilum endalaust
| Совокупная оценка     | Совокупная оценка |
| Источник              | Оценка            |
| --------------------- | ----------------- |
| Metacritic            | (81/100)          |
| Оценки критиков       |                   |
| Источник              | Оценка            |
| Allmusic              | [ 2 ]             |
| The A.V Club          | (A)               |
| Pitchfork Media       | (7.5/10)          |
| The Observer          | [ 5 ]             |
| The Boston Globe      | (+)               |
| The Phoenix           | [ 7 ]             |
| The Independent       | [ 8 ]             |
| Hot Press             | [ 9 ]             |
| Now Magazine          | [ 10 ]            |
| Rolling Stone         | [ 11 ]            |
| Q Magazine            | [ 12 ]            |
| God Is in the TV Zine | [ 13 ]            |
| NME                   | [ 14 ]            |
| PopMatters            | [ 15 ]            |
| Drowned in Sound      | [ 16 ]            |

Með suð í eyrum við spilum endalaust — пятый студийный альбом исландской группы Sigur Rós, выпущенный в июне 2008 года.

## Об альбоме
Альбом, по большей части, направлен на расширение аудитории в западных странах. Этот альбом отличается от предыдущих пластинок группы тем, что песни выполнены в «стандартном» формате, доступном для ротаций на радиостанциях. Также звучание сходно с альбомом Takk… — в основном напор сделан на акустическое звучание, более традиционные гитарные мелодии и фолк-ориентированные композиции, следующие в русле их более поздних альбомов. Критика по-разному восприняла эту работу — кто-то посчитал альбом выходом на новый уровень, кто-то сказал, что работа направлена лишь на коммерческий успех.
Все песни для альбома были написаны на английском языке, но в конце концов группа решила, что исландский для них привычнее и легче. Некоторые тексты были переведены обратно на исландский, в то время как некоторые песни получили совершенно новые тексты. Это первый альбом группы с песней на английском языке («All Alright»). Первый трек на альбоме — «Gobbledigook», премьера которого состоялась на музыкальной передаче Зейна Лоу на BBC Radio 1 в Великобритании 27 мая 2008 года.
Альбом был доступен для предварительного заказа с 3 июня на официальном сайте группы, 5 июня группа выступила в Гвадалахаре (Мексика) с песнями «Gobbledigook», «Inní mér syngur vitleysingur», «Festival», «Fljótavík», «Vid spilum endalaust» и «All Alright». 8 июня альбом появился на официальном сайте группы. Песня «Festival» стала саундтреком в фильме Дэнни Бойла «127 часов», главную роль в котором сыграл Джеймс Франко.

## Дополнительная информация
- Композиция «Ára bátur» звучит в фильме «Jenson Button's Glorious Season — BBC», вышедшем в 2009 году.
- Композиция «Festival» звучит в финале фильма «127 часов», вышедшем в 2010 году.

## Список композиций
| №   | Название                                                        | Длительность |
| --- | --------------------------------------------------------------- | ------------ |
| 1.  | «Gobbledigook»                                                  | 3:08         |
| 2.  | «Inní mér syngur vitleysingur» ("Within me a lunatic sings")    | 4:05         |
| 3.  | «Góðan daginn» ("Good morning")                                 | 5:15         |
| 4.  | «Við spilum endalaust» ("We play endlessly")                    | 3:33         |
| 5.  | «Festival»                                                      | 9:24         |
| 6.  | «Með suð í eyrum» ("With a buzz in our ears")                   | 4:56         |
| 7.  | «Ára bátur» ("Row boat")                                        | 8:57         |
| 8.  | «Illgresi» ("Weeds")                                            | 4:13         |
| 9.  | «Fljótavík» ([the name of a wide bay in Hornstrandir, Iceland]) | 3:49         |
| 10. | «Straumnes» ([the name of a tidal headland near Fljótavík])     | 2:01         |
| 11. | «All Alright»                                                   | 6:21         |
| 12. | «Heima» ("At home") (Japan and iTunes bonus track)              | 3:59         |

## Позиции в чартах
| Чарт (2008)                     | Наивысшая позиция |
| ------------------------------- | ----------------- |
| Australian Albums Chart         | 14                |
| Belgian Albums Chart (Flanders) | 4                 |
| Dutch Albums Chart              | 21                |
| Finnish Albums Chart            | 7                 |
| German Albums Chart             | 26                |
| Iceland Albums Chart            | 1                 |
| Irish Albums Chart              | 4                 |
| Japanese Albums Chart           | 22                |
| Italian Albums Chart            | 13                |
| Norwegian Albums Chart          | 7                 |
| Polish Albums Chart             | 43                |
| Swedish Albums Chart            | 29                |
| Swiss Albums Chart              | 8                 |
| U.S. Billboard 200              | 15                |
| UK Albums Chart                 | 5                 |